# Zbrodniarz, który ukradł zbrodnię (film)
Zbrodniarz, który ukradł zbrodnię – film kryminalny Janusza Majewskiego z 1969 roku, nakręcony na podstawie powieści pod tym samym tytułem Krzysztofa Kąkolewskiego. Film opowiada o emerytowanym milicjancie, prowadzącym prywatne śledztwo w sprawie napadu. Uznany za najlepszy polski film kryminalny, m.in. ze względu na kreację aktorską Zygmunta Hübnera.
Powieść Kąkolewskiego, na podstawie której powstał film, oparta była na autentycznej historii kryminalnej, jednak pisarz zmienił częściowo akcję.
Film stylizowany jest na dokument – bohater opowiada sprawę reporterowi, obraz kręcony jest przy jak największym wykorzystaniu naturalnego oświetlenia, zdjęciom w atelier towarzyszą autentyczne plenery i wnętrza, zdjęcia są szorstkie, kompozycja uproszczona, zdjęcia mają wyglądać na kręcone z ukrytej kamery. Stylizacja ta nawiązuje do formy powieści Kąkolewskiego, która składała się przede wszystkim z dokumentów, ekspertyz i protokołów przesłuchań, przy niewielkiej ilości tekstu odautorskiego, co nadawało jej również pozór książki dokumentalnej.
Plenery: Warszawa.

## Obsada
- Zygmunt Hübner – kapitan Siwy
- Barbara Brylska – Ewa Salm „Księżniczka”
- Ryszard Filipski – Robert Kwasowski
- Krzysztof Żurek – Lechosław Kerner
- Piotr Pawłowski – doktor Leśniakiewicz
- Tadeusz Bartosik – aktor Teatru Dramatycznego
- Arkadiusz Bazak – major Szelągowski
- Antoni Bohdziewicz – reżyser w Teatrze Dramatycznym
- Tomasz Zaliwski – kapitan Studniarz
- Ryszarda Hanin – matka Ewy Salm
- Zofia Czerwińska – świadek Apolonia
- Emil Karewicz – pułkownik
- Krzysztof Kowalewski – świadek napadu
- Ryszard Pietruski – Jerzy Pałka
- Jerzy Nasierowski – złodziej

## Dubbing
- Andrzej Zaorski – głos dziennikarza „Kuriera Polskiego”
- Jan Machulski – głos naczelnika więzienia